# Ischiopsopha pulchripes
Ischiopsopha pulchripes är en skalbaggsart som beskrevs av Thomson 1877. Ischiopsopha pulchripes ingår i släktet Ischiopsopha och familjen Cetoniidae. Inga underarter finns listade i Catalogue of Life.